# Ranavalona I
Ranavalona I (Nascida como Rabodoandrianampoinimerina e adotando Ramavo na vida adulta, Ambatomanoina, c.1778 - Antananarivo, Madagascar, 16 de agosto de 1861) foi a soberana do Reino de Madagascar de 1828 à 1861. Foi também rainha e esposa principal do rei Radama I, a quem sucedeu ao trono. Ranavalona seguiu a política de isolacionismo e autossuficiência, reduzindo laços econômicos e políticos com países europeus, repelindo um ataque francês na costa da ilha e tomando medidas drásticas quanto ao crescimento do cristianismo no país, iniciado por Radama I e semeado pela London Missionary Society (LMS). Ela fez uso da escravidão tradicional (fanompoana) para construir obras públicas e desenvolveu um grande exército nacional com cerca de 20.000 a 30.000 soldados, aos quais ela utilizou para subjugar os demais reinos de Madagascar sob seu governo. Sua medidas repressivas culminaram na redução drástica da população da ilha de 5 milhões para 2 milhões até 1839. 
Embora muito obstruído pelas políticas de Ranavalona, os interesses estrangeiros em Madagascar permaneceram inalterados. As divisões entre facções tradicionalistas e pró-europeias na corte da rainha criaram oportunidades que os intermediários europeus aproveitaram na tentativa de acelerar a sucessão de seu filho, Radama II. O jovem príncipe sempre discordou de muitas das políticas de sua mãe e foi receptivo às propostas francesas para a exploração dos recursos da ilha, conforme expresso na Carta de Lambert que ele firmou com um representante francês em 1855. Esses planos nunca foram bem-sucedidos e Radama II não assumiu o trono até a morte de Ranavalona em 1861, aos 83 anos.
Os contemporâneos europeus de Ranavalona geralmente condenavam suas políticas e a caracterizavam como uma tirana na melhor das hipóteses e louca na pior. Essas caracterizações negativas persistiram na literatura acadêmica ocidental até meados da década de 1970. Pesquisas acadêmicas posteriores reformularam as ações de Ranavalona como as de uma rainha tentando expandir seu império enquanto protegia a soberania malgaxe contra a invasão da influência cultural e política europeia.

## Origem e primeiros anos
O nascimento e primeiros anos de Ranavalona são desconhecidos devido a falta de registros. Ela teria nascido entre 1778 e 1782 com o nome de Rabodoandrianampoinimerina, sendo filha dos andrianas (Nobres) Andriantsalamanjaka, seu pai, e Rabodonandriantompo, sua mãe. Originais da região de Amabatomanoina, Planalto Central de Madagascar. Existem várias versões de historiadores sobre os eventos mais marcantes do início de sua vida. Há uma versão que afirma que seu pai teria alertado o rei da Nação Merina, Andrianampoinimerina, sobre uma conspiração para assassiná-lo, além de ter o convencido a tomar precauções. No final das contas a conspiração era verdadeira e como agradecimento o rei teria convertido sua família em Andrianas (como eram chamados os integrantes da classe nobre do país). Com essa elevação a jovem teria sido escolhida para se casar com Radama, filho do rei. Outra teoria diz que a família de Ranavalona era líder de um reino rival do Reino Merina, que após perder uma guerra e se render, seu pai teria oferecido sua filha para se casar com Radama em troca de paz. De todos os modos sabe-se que ela se casou com Radama ainda bem jovem, provavelmente na mocidade. 
Em 1810, após a morte de Andrianpoinimerina, o jovem Radama I ascendeu ao trono e iniciou um processo de modernização no país. Ranavalona adotou o nome de "Ramavo" e se tornou a rainha consorte de Madagascar, porém devido ao fato de não conseguir ter filhos e da suspeita de ser infértil, o rei Radama I passou a ter mais apreço por suas outras esposas, já que a poligamia era uma prática comum na época. Além de tudo, como era de costume sempre que um rei assumia o trono, o monarca mandou executar vários inimigos e prisioneiros políticos em sua honra, sendo alguns dos executados, os familiares de Ramavo. Isso pode ter custado a relação entre os dois. Com a rejeição de seu marido e somado às brigas frequentes dos dois a rainha passaria os dias negligenciando seu trabalho na corte e indo em bares beber na companhia de seu amigo e confidente David Griffiths, um missionário britânico que realizou várias missões em tradicionais nações africanas em nome de seu país. Quanto a Radama, ele passaria seu últimos anos seguindo o vício no álcool e promovendo campanhas militares contra outros reinos da ilha. 

### Subida ao Trono
O rei Radama I morreu em 1828 e após sua morte a sucessão estava prevista para se passada a seu sobrinho, o príncipe Rakotobe, que era muito impopular entre o povo e o Exército por apoiar a abertura política e social do país, coisa que possivelmente faria as tradições ancestrais serem enfraquecidas ou até mesmo esquecidas. Aproveitando-se disso, Ramavo ganhou a confiança do Exército e da corte, realizando um golpe de estado e impedindo Rakotobe de subir ao trono, exilando-o em uma aldeia do interior do país. Rakotobe ainda morreria anos depois junto com sua família, provavelmente assassinado por ordens de Ramavo.
A rainha mudou seu nome de Ramavo para Ranavalona (Português; Deixada de Lado) e após ser declarada rainha, foi a primeira governante feminina do país desde a fundação do reino em 1540. Um de seus primeiros atos foram os mesmos feitos por seu marido anos antes; executar seus rivais políticos e possíveis traidores, dentre eles seus próprios irmãos, sobrinhos e outros filhos de Radama que poderiam reclamar o trono. Logo depois ela começou a acabar com as relações com potências europeias, principalmente Reino Unido e França, que mantinham escolas, hospitais e igrejas na ilha. Todos estes estabelecimentos foram fechados com o passar dos anos. Com o isolamento social e político do reino, Ranavalona reforçou o sistema tradicional de escravidão, chamado tradicionalmente de fanompoana, um vez que os britânicos estavam condenando e incentivando o povo a abandonar essa prática, baseada na doutrina cristã.

## Reinado

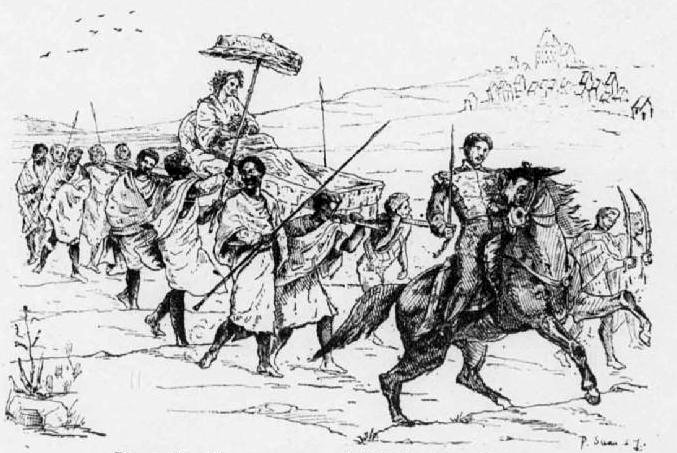
Ranavalona I em uma campanha militar liderada por seu filho Rakoto, provavelmente no final dos anos 1840.

Poucos anos depois de ter ascendido ao trono, Ranavalona começou a se envolver em guerras contra os reinos vizinhos, que seu marido havia imposto vassalagem e o pagamento de tributos. Os reis vassalos passaram a não entregar mais os tributos devido à falta de reconhecimento a uma governante mulher. Muitas guerras foram travadas entre as décadas de 1830, 1840 e 1850 e muitas pessoas foram mortas. Estima-se que a população do país caiu de 2 milhões para trágicos 750 mil ou 130 mil pessoas, segundo documentos históricos. Não apenas reis rebeldes e seus povos eram massacrados, mas também muitos soldados de Merina que tinham que permanecer em lugares desérticos com pouca vegetação e comida devido à tática da terra arrasada, utilizada pelos reinos rivais. Também haviam casos de doenças externas, como a malária e gripe, que foram trazidas não apenas por missionários europeus, mas também por piratas árabes. Devido à falta de imunidade natural dos malgaxes a essas doenças, milhares deles morriam. 
Muitos dos reinos conquistados ou subjugados quando se rendiam tinham que pagar um tributo não apenas de recursos naturais, como frutas, gados e pedras preciosas, mas também com pessoas que eram levadas à capital para serem escravizadas (andevo). A escravidão era feita tanto com nativos quanto com estrangeiros sequestrados. Apesar do julgo dos reinos locais ao domínio de Merina, os povos puderam manter suas tradições ancestrais, já que a religião era a mesma em todo o país, apenas variando de região para região.

### Perseguição religiosa

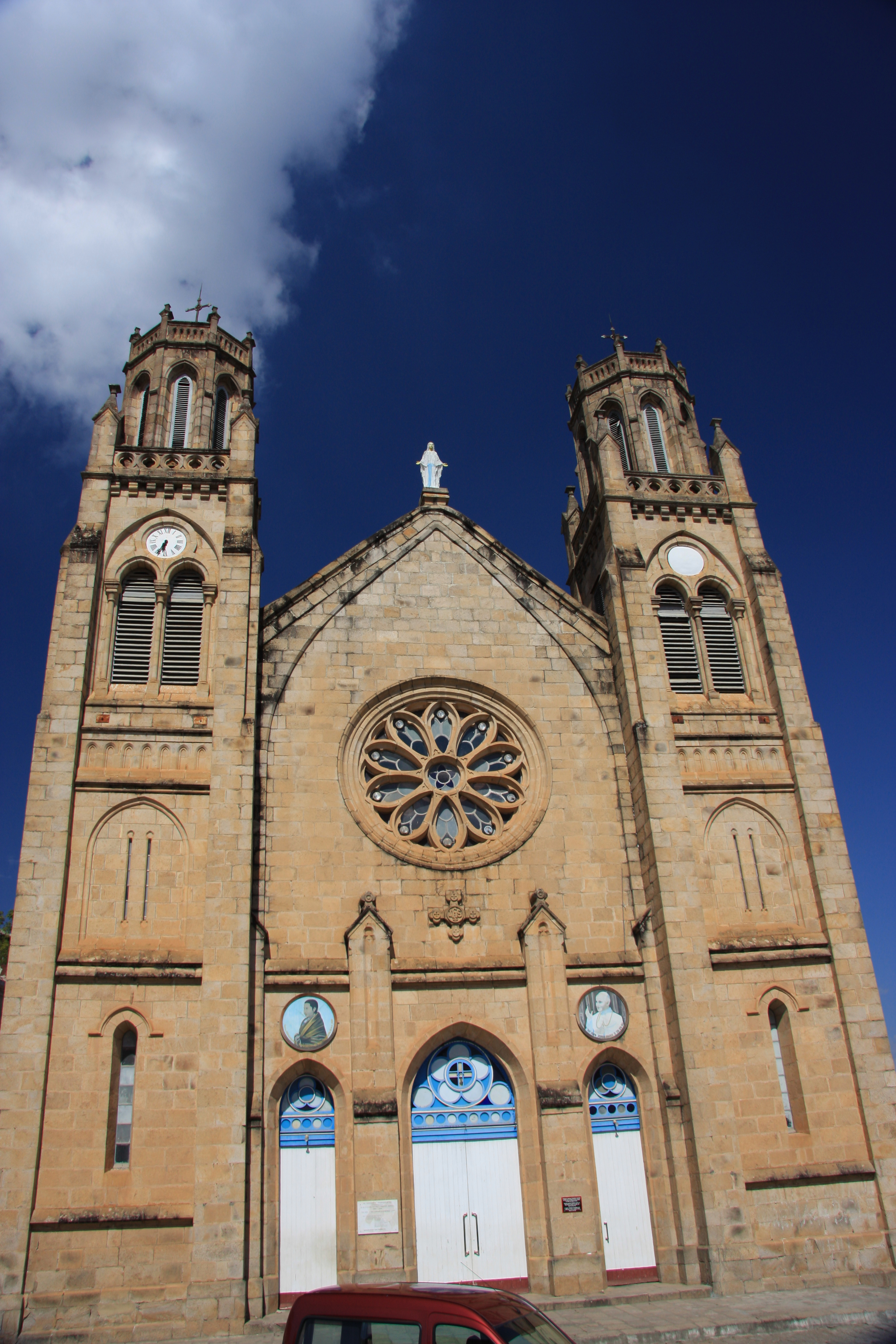
A Catedral de Andohalo, em Antananarivo foi construída perto do penhasco onde os 15 cristãos nativos morreram sem renunciar a fé cristã. Hoje os mesmos são considerados mártires da igreja no país.

O reinado de Ranavalona também teve outro grande marco, a perseguição religiosa, em especial contra cristãos. O cristianismo chegou ao país durante o reinado de Radama I, em 1818, quando a London Missonary Society (LMS) chegou a Madagascar. Inicialmente a religião foi bem minoritária, tendo poucos convertidos. O interesse do governo no cristianismo era devido às escolas, hospitais e outras modernidades que eram trazidas pelos missionários e que poderiam modernizar o país e aproximá-lo da Europa. Com a morte de Radama e início do reinado de Ranavalona chegaram as primeiras impressoras, que ajudaram a imprimir as bíblias em língua malgaxe e facilitar o entendimento dos nativos com a religião. Com a bíblia na língua local os malgaxes puderam entender e se converter à fé cristã.
Nos primeiros anos da década de 1830 a rainha autorizou que fossem feitas missas e pregações em língua nativa no reino, com isso um número cada vez mais abrangente de pessoas foram se unindo à igreja, incluindo nobres, generais, plebeus, escravos e até mesmo guardiões sampy, que eram os maiores pregadores da fé tradicional. Com a conversão de aristocratas e religiosos para a fé estrangeira, a rainha passou a ver a religião como uma ameaça ao seu poder, já que seu poder era baseado na religião tradicional e a oposição a ela era quase inteiramente baseada na fé cristã. 
Em 1835 a rainha proibiu as pregações e fechou as igrejas, declarando que os missionários deveriam apenas ensinar os nativos a ler e escrever, mas sem incentivar a conversão. Com o passar do tempo as práticas ocidentais como o batismo, o casamento cristão, a monogamia e os artefatos religiosos como crucifixos foram sendo proibidos. Em 1837 a LMS abandonou definitivamente Madagascar, depois de muitas ameaças indiretas dadas pelo governo. Os nativos convertidos começaram a ser perseguidos com o passar do tempo. A maioria quando não era presa, torturada ou morta, passava pelo grotesco tribunal da tangena. Muitos nativos sobreviventes relatariam anos depois sobre as atrocidades cometidas pela rainha contra os mesmos. Por exemplo, relatariam a execução pública de 15 líderes cristãos perto do palácio da rainha que estavam pendurados em cordas a 150 pés acima de um barranco cheio de pedras antes que as cordas fossem cortadas com a recusa em renunciar ao cristianismo. 
É difícil afirmar com exatidão o número de cidadãos malgaxes condenados à morte por razões religiosas durante o reinado de Ranavalona I. Algumas pesquisas indicam que entre os anos de 1840 a 1849 tenham sido presas, mortas e torturadas mais de 1.900 pessoas. 

### A Provação da Tangena

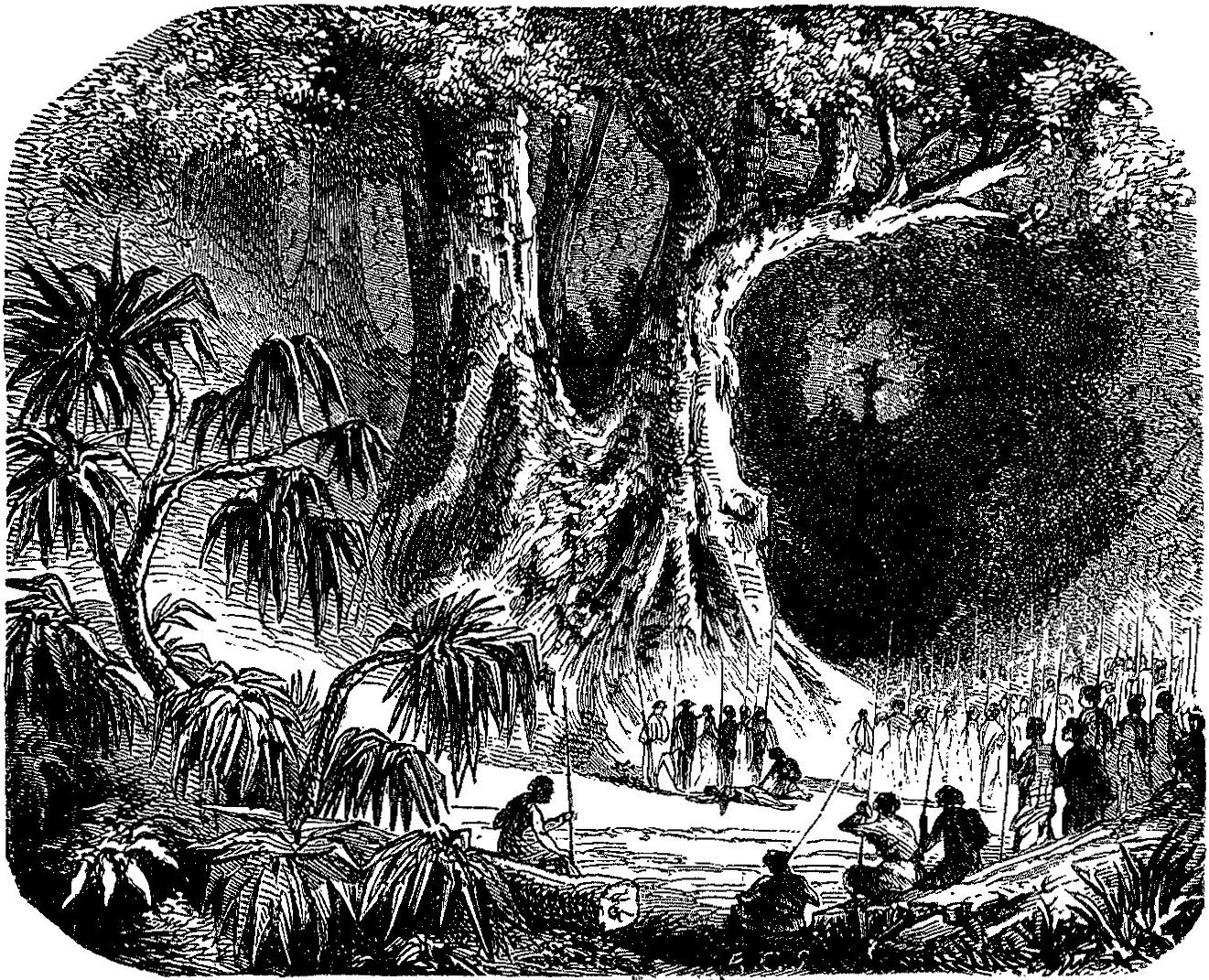
Representação artística da Provação da Tangena.

Um dos mais tirânicos e rígidos tribunais instituídos pela rainha foi a ordália da Provação da Tangena. Era feita geralmente plebeus e escravos acusadas de roubo, homicídio, traição e adultério, mas no reinado de Ranavalona I começou a ser aplicado a pessoas dentro da corte e do governo. A ordália consistia em coletar o veneno da noz da árvore Tangena e fazer o condenado a ingerir após ter comido algum pedaço de pele de animais (como aves e caninos). No caso da pessoa regurgitar e em seu vômito não estiver os alimentos ingeridos a culpa era atribuída à pessoa, sendo esta condenada à morte. Caso a pessoa regurgitasse todos os alimentos ingeridos esta seria inocente. As cerimônias eram realizadas na presença de juízes, testemunhas e guardas para executar o condenado imediatamente em caso de culpa. 
A cerimônia era tradicionalmente usada há séculos na ilha, porém no reinado de Ranavalona foi intensificada e normalizada, sendo aplicada a qualquer tipo de crime, seja na sociedades ou contra o governo em si. Foi muito utilizada com cristãos e conspiradores. Segundo alguns estudos arqueológicos e históricos no ano de 1838 mais de 100.000 pessoas foram executadas após não terem passado na ordália. Em 1863 a prática foi proibida pela então rainha Rasoherina mas continuou sendo praticada em segredo por um bom tempo, inclusive poucos anos depois da ilha ter sido anexada pela França em 1897.

## Defesa da Soberania e independência

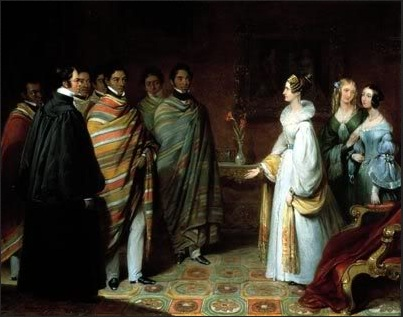
Embaixadores malgaxes em Londres, Reino Unido. Em uma audiência com a rainha Adelaide.

O reinado de Ranavalona I foi marcado pela disputa entre a França e o Reino Unido para garantir o controle sobre Madagascar. A França tinha o domínio de algumas ilhas ao redor do reino e desejavam o domínio da ilha maior para a influência no Índico. Já o Reino Unido desejava usar a ilha para ser um ponto de partida e parada entre a África do Sul e a Índia. Ranavalona seguiu então uma política de autossuficiência e isolamento parcial, justamente para evitar uma dependência destes países. 
Pouco depois de assumir o trono Ranavalona anulou o tratado anglo-merina que havia sido assinado entre Radama e enviados britânicos. Ranavalona ainda recusou-se a continuar recebendo pagamentos anuais da Grã-Bretanha em troca da aderir às estipulações do tratado. A mais significativa dessas condições foi a não participação de Madagascar no comércio internacional de escravos, que historicamente havia sido uma importante fonte de economia para os reinos tradicionais da ilha como o de Merina, Betsimisaraka, Sakalava. 
Uma consequência do término do tratado de amizade Anglo-Merina foi o fim da venda de armas britânicas, o que tornou a ilha vulnerável contra os projetos de colonização. Essa vulnerabilidade foi ressaltada em 1829, quando uma frota de seis navios franceses lançou um ataque não provocado contra o forte de Foulpointe e a cidade vizinha de Ivondro, na costa leste de Madagascar. O Exército da rainha repeliu com sucesso os franceses no porto seguinte, forçando os navios a ancorarem na Ilha Sainte-Marie, para onde foi enviado um diplomata de Ranavalona através da cidade de Antananarivo. As prolongadas negociações garantiram que os franceses sofressem com a malária predominante nas áreas costeiras, até que o aumento das baixas obrigou a retirada dos navios do território da rainha.
Chegou ao conhecimento da rainha que o francês Jean Laborde, naufragado em Madagascar em 1832, conhecia a produção de canhões, mosquetes e pólvora. Ranavalona forneceu-lhe o trabalho e os materiais para estabelecer fábricas que atendessem às necessidades materiais de seu exército, encerrando assim a dependência do reino da Europa por armas modernas. 

## Anos finais

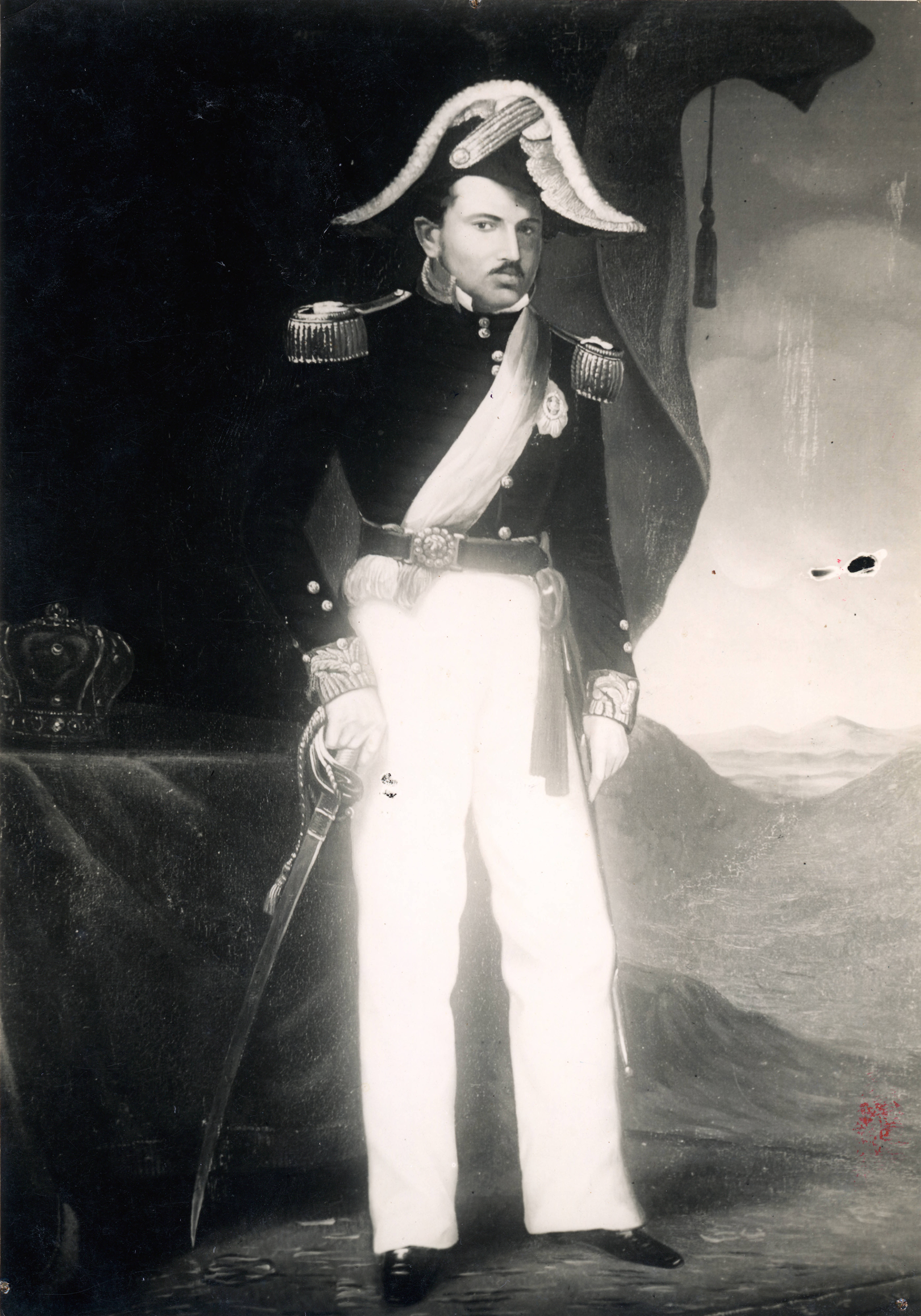
O príncipe Rakoto com trajes militares.

A França desejava acelerar a entronização do príncipe Rakoto, já que em 1855 foi feito um tratado secreto entre o príncipe e o empresário francês Joseph-François Lambert. O governo tinha interesse em capitalizar a carta do tratado para ter concessões na ilha. Rakoto, que não sabia falar ou ler francês, assinou o acordo em confiança, tendo o empresário francês lido a carta para ele, colocando as palavras num contexto que beneficiaria ambas as partes. Entretanto na carta havia uma cláusula que previa a intervenção militar francesa em caso de descuidos com as empresas coloniais, coisa que poderia colocar o país parcialmente ou totalmente sob o controle da França. 
Pouco tempo depois da assinatura da carta, em 1857 o empresário francês tentou arquitetar um golpe de estado contra Ranavalona e a favor de Rakoto. O golpe chegou a ser arquitetado e alguns guardas do Hova (Palácio Real) ficaram de prontidão para efetuar o golpe, porém o então chefe da guarda Rainilaiarivoni não teria garantido que os guardas leais a Rakoto estariam no palácio e que seriam fortes o bastante para combater os soldados leais a Ranavalona. Existe um teoria que afirma que Rakoto não queria derrubar sua mãe e a comunicou sobre o motim. Esta teoria se fortalece pelo fato dos europeus no país terém sido presos por alguns meses no Hova e liberados com a ordem de nunca mais retornar à Madagascar. De um forma ou outra, na época Ranavalona já estava em uma avançada idade, com mais de setenta anos e a qualquer momento poderia morrer. 

### Morte e Sucessão
Ranavalona I faleceu na madrugada de 16 de agosto de 1861 enquanto dormia, provavelmente por causas naturais, no Hova de Antananarivo. Após sua morte, doze mil zebus foram mortos e suas carnes foram dadas ao povo em homenagem à rainha. Durante seu funeral ocorreu uma terrível tragédia: misteriosamente uma faísca detonou um barril com pólvora, causando uma explosão durante o velório e matando quase todos os espectadores. Seus restos foram finalmente enterrados no mausoléu da Colina Real de Ambohimanga.
Após sua morte houve uma pequena crise sucessória, já que o príncipe Rakoto não era considerado filho natural de Radama I e por isso não tinha legitimidade para ocupar o trono. Seu primo distante, Ramboasalama, era um dos pretendentes ao trono e apoiado pelos conservadores, já Rakoto tinha o apoio dos progressistas e do Exército. Após uma votação no parlamento, o príncipe foi declarado rei e assumiu o trono com o nome de Radama II, mas não seguiria as mesmas políticas rígidas de sua mãe. 

### Legado
Pouco tempo após sua morte ocorreu uma epidemia de gripe trazida pelos missionários e diplomatas europeus, pois o rei Radama II instituiu uma reabertura do país. A epidemia foi interpretada como uma maldição vinda do além pelo espirito de Ranavalona, que estaria indignada com seu filho por suas decisões políticas, mas isso não interferiu no governo do jovem rei. 
Após a morte de Ranavalona o rei Radama II instituiu um parlamento com poderes bem mais amplos e com sua morte, em 1863, o parlamentarismo passou a dominar cada vez mais o governo, com as rainhas posteriores tendo um poder meramente simbólico. Certas vezes Ranavalona era lembrada nestes tempos, pois jamais permitiu terceirizar o governo e sempre manteve políticos e militares leais a ela em postos estratégicos. A não continuidade do isolamento parcial político do país é visto como um dos grande motivos de Madagascar ter se tornado um protetorado francês em 1883, e posteriormente, uma colônia francesa em 1897 com a abolição da monarquia. 
Apesar de ser vista mundialmente e em seu próprio país como uma tirana, alguns historiadores enxergam Ranavalona como uma grande chefe de estado e protetora das tradições e costumes malgaxes, evitando que a cultura fosse esquecida com o tempo. Ainda sim ela é uma figura muito polêmica e obscura em seu país. 
A rainha foi representada no romance Flashman's Lady, do britânico George MacDonald Fraser. Na trama um soldado malgaxe se torna amante da rainha.